# Житловий будинок на Соборному проспекті, 159 (Запоріжжя)
Житловий будинок на Соборному проспекті, 159 у Запоріжжі — це п’ятиповерхова будівля, зведена у 1950-х роках, яка є частиною історичного ансамблю центральної вулиці міста. Будинок має статус пам’ятки архітектури місцевого значення (охоронний № 4458/5-Зп) та є прикладом післявоєнної радянської забудови з елементами декоративного оздоблення фасаду. Він розташований у самому серці міста, на Соборному проспекті — одній з найдовших вулиць Європи, яка формувалася в межах радянського містобудівного проєкту "Соцмісто" .

## Події 6 жовтня 2022 року
Уранці 6 жовтня 2022 року російські війська завдали ракетного удару по центру Запоріжжя. Одна з ракет влучила у житловий будинок на Соборному проспекті, 159, спричинивши значні руйнування. Внаслідок удару було зруйновано частину будівлі, виникла пожежа, і загинули мирні мешканці. Цей обстріл став одним із найтрагічніших епізодів для міста у 2022 році.

## Відновлення та реконструкція
Після обстрілу будинок на Соборному проспекті, 159 зазнав значних пошкоджень. Місцева влада та будівельні компанії розпочали відновлювальні роботи, зокрема:
- відновлення зруйнованих конструкцій;
- ремонт фасаду з урахуванням історичного вигляду;
- встановлення нових вікон та дверей;
- облаштування укриття для мешканців.
- Роботи проводилися за підтримки державного та місцевого бюджетів, а також за участі волонтерських організацій.

## доп інфа
Центральна артерія міста: Проспект Соборний є головною магістраллю Запоріжжя, що простягається на 10,8 км і проходить через чотири райони міста: Комунарський, Олександрівський, Вознесенівський та Дніпровський.
Архітектурна спадщина: У районі Соцміста, неподалік від ДніпроГЕСу, розташовані житлові квартали, які є прикладами конструктивістської архітектури першої половини XX століття. Проєкт цього архітектурного ансамблю в 1932 році отримав золоту медаль на виставці в Парижі
Історичні назви: До 2016 року проспект носив ім’я Володимира Леніна. У рамках декомунізації його було перейменовано на Соборний проспект. Інші варіанти назв, такі як «Козацький», не набрали достатньої кількості голосів.

## Висловлювання політиків
На даний момент немає публічних висловлювань політиків, безпосередньо пов'язаних з будинком на проспекті Соборному, 159. Однак, загалом, проспект Соборний часто згадується в контексті міського розвитку та історичної спадщини Запоріжжя.
Якщо вас цікавить додаткова інформація про цей будинок або інші об'єкти на проспекті Соборному, рекомендується звернутися до місцевих органів влади або безпосередньо до ОСББ «Соборний-159».

## Будинок на проспекті Соборному, 159
Хоча конкретна інформація про будинок за адресою проспект Соборний, 159 обмежена, відомо, що в ньому діє Об'єднання співвласників багатоквартирного будинку (ОСББ) «Соборний-159», яке займається управлінням та обслуговуванням будинку. Це свідчить про активну участь мешканців у вирішенні питань, пов'язаних з утриманням та розвитком свого житла.